# Arrondissement de Bernkastel-Wittlich
 (mars 2025).
Si vous disposez d'ouvrages ou d'articles de référence ou si vous connaissez des sites web de qualité traitant du thème abordé ici, merci de compléter l'article en donnant les références utiles à sa vérifiabilité et en les liant à la section « Notes et références ».
L'arrondissement de Bernkastel-Wittlich est un arrondissement  (« Landkreis » en allemand) de Rhénanie-Palatinat  (Allemagne). Son chef lieu est Wittlich.
Au 31 décembre 2022, sa population est de 115 099 habitants.

## Villes, communes & communautés d'administration
(nombre d'habitants en 2009)
| Villes libres :                                                         |
| - 1. Morbach, Einheitsgemeinde (10 843) - 2. Wittlich, ville * (17 786) |

| Siège de la commune fusionnée (Verbandsgemeinde) * | | |
| - 1. Commune fusionnée de Bernkastel-Kues 1. Bernkastel-Kues, ville * (6 732) 2. Brauneberg (1 165) 3. Burgen (592) 4. Erden (398) 5. Gornhausen (230) 6. Graach an der Mosel (723) 7. Hochscheid (250) 8. Kesten (347) 9. Kleinich (708) 10. Kommen (286) 11. Lieser (1 166) 12. Lösnich (433) 13. Longkamp (1 194) 14. Maring-Noviand (1 496) 15. Minheim (483) 16. Monzelfeld (1 264) 17. Mülheim an der Mosel (973) 18. Neumagen-Dhron (2 286) 19. Piesport (1 965) 20. Ürzig (887) 21. Veldenz (943) 22. Wintrich (964) 23. Zeltingen-Rachtig (2 271) - 2. Commune fusionnée de Kröv-Bausendorf 1. Bausendorf (1 337) 2. Bengel (901) 3. Diefenbach (71) 4. Flußbach (455) 5. Hontheim (839) 6. Kinderbeuern (1 099) 7. Kinheim (820) 8. Kröv * (2 283) 9. Reil (1 115) 10. Willwerscheid (64) | - 3. Commune fusionnée de Manderscheid 1. Bettenfeld (689) 2. Dierfeld (8) 3. Eckfeld (365) 4. Eisenschmitt (324) 5. Gipperath (255) 6. Greimerath (233) 7. Großlittgen (1 018) 8. Hasborn (562) 9. Karl (211) 10. Laufeld (503) 11. Manderscheid, ville * (1 318) 12. Meerfeld (365) 13. Musweiler (60) 14. Niederöfflingen (456) 15. Niederscheidweiler (274) 16. Oberöfflingen (294) 17. Oberscheidweiler (200) 18. Pantenburg (256) 19. Schladt (121) 20. Schwarzenborn (52) 21. Wallscheid (357) - 4. Commune fusionnée de Thalfang am Erbeskopf 1. Berglicht (506) 2. Breit (287) 3. Büdlich (209) 4. Burtscheid (127) 5. Deuselbach (254) 6. Dhronecken (125) 7. Etgert (59) 8. Gielert (174) 9. Gräfendhron (118) 10. Heidenburg (749) 11. Hilscheid (268) 12. Horath (451) 13. Immert (171) 14. Lückenburg (104) 15. Malborn (1 431) 16. Merschbach (48) 17. Neunkirchen (132) 18. Rorodt (54) 19. Schönberg (231) 20. Talling (224) 21. Thalfang * (1 765) | - 5. Commune fusionnée de Traben-Trarbach 1. Burg (Mosel) (441) 2. Enkirch (1 654) 3. Irmenach (760) 4. Lötzbeuren (499) 5. Starkenburg (243) 6. Traben-Trarbach, ville * (6 031) - 6. Commune fusionnée de Wittlich-Land [Siège : Wittlich] 1. Altrich (1 538) 2. Arenrath (336) 3. Bergweiler (877) 4. Binsfeld (1 121) 5. Bruch (488) 6. Dierscheid (166) 7. Dodenburg (107) 8. Dreis (1.377) 9. Esch (415) 10. Gladbach (353) 11. Heckenmünster (109) 12. Heidweiler (199) 13. Hetzerath (1 972) 14. Hupperath (608) 15. Klausen (1 343) 16. Landscheid (2 059) 17. Minderlittgen (672) 18. Niersbach (724) 19. Osann-Monzel (1 651) 20. Platten (886) 21. Plein (664) 22. Rivenich (724) 23. Salmtal (2 418) 24. Sehlem (900) |